# Myzus maculocorpus
Myzus maculocorpus är en insektsart. Myzus maculocorpus ingår i släktet Myzus och familjen långrörsbladlöss. Inga underarter finns listade i Catalogue of Life.